# The Ravensbourne
Der The Ravensbourne ist ein Wasserlauf im London Borough of Havering. Er entsteht im Norden von Ardleigh Green und fließt in südlicher Richtung. Bei Hornchurch wendet er sich in westlicher Richtung und mündet im Harrow Lodge Park in einen See, aus dem er unterirdisch abgeleitet wird. Er kommt westlich der Upper Rainham Road (A125 road) wieder an die Oberfläche um kurz danach in den River Rom zu münden.